# Laskowice Oławskie (gromada)
Laskowice Oławskie – dawna gromada, czyli najmniejsza jednostka podziału terytorialnego Polskiej Rzeczypospolitej Ludowej w latach 1954–1972.
Gromady, z gromadzkimi radami narodowymi (GRN) jako organami władzy najniższego stopnia na wsi, funkcjonowały od reformy reorganizującej administrację wiejską przeprowadzonej jesienią 1954 do momentu ich zniesienia z dniem 1 stycznia 1973, tym samym wypierając organizację gminną w latach 1954–1972.
Gromadę Laskowice Oławskie z siedzibą GRN w Laskowicach Oławskich (obecnie w granicach miasta Jelcz-Laskowice) utworzono – jako jedną z 8759 gromad na obszarze Polski – w powiecie oławskim w woj. wrocławskim, na mocy uchwały nr 24/54 WRN we Wrocławiu z dnia 2 października 1954. W skład jednostki weszły obszary dotychczasowych gromad Laskowice Oławskie, Brzezinki, Dziuplina i Grędzina ze zniesionej gminy Laskowice Oławskie w tymże powiecie oraz Miłoszyce ze zniesionej gminy Wojnów w powiecie wrocławskim w tymże województwie. Dla gromady ustalono 27 członków gromadzkiej rady narodowej.
1 stycznia 1960 do gromady Laskowice Oławskie włączono obszar zniesionej gromady Piekary (bez wsi Nowy Dwór) w tymże powiecie.
1 lipca 1968 do gromady Laskowice Oławskie włączono wsie Jelcz, Nowy Dwór i Ratowice ze zniesionej gromady Jelcz w tymże powiecie.
Gromada przetrwała do końca 1972 roku, czyli do kolejnej reformy gminnej. 1 stycznia 1973 w powiecie oławskim reaktywowano gminę Laskowice Oławskie. 1 stycznia 1987 z obszarów wsi Jelcz (850 ha) i Laskowice Oławskie (910 ha) w obrębie gminy Laskowice Oławskie utworzono miasto Jelcz-Laskowice a nazwę gminy zmieniono na gmina Jelcz-Laskowice.